# Søby (Guldborgsund Kommune)
 For alternative betydninger, se Søby. (Se også artikler, som begynder med Søby)
Søby er en bebyggelse mellem Kettinge og Nysted på det sydøstlige Lolland. Bebyggelsen ligger i Guldborgsund Kommune og tilhører Region Sjælland.
Navnet henviser til den nærved liggende sø, der dog er næsten udtørret i dag. Bebyggelsen ligger langs den tidligere landevej mellem Nysted og Kettinge som en typisk vejsidebebyggelse. Den består næsten udelukkende af mindre huse opført i 1900-tallet.

## Administrativt/kirkeligt tilhørsforhold

### Tidligere
- Musse Herred, Ålholm Len, Ålholm Amt, Maribo Amt, Storstrøms Amt, Kettinge-Bregninge sognekommune, Nysted Kommune
- Fyens Stift

### Nuværende
- Region Sjælland, Guldborgsund Kommune
- Lolland-Falsters Stift, Lolland Østre Provsti, Kettinge Bregninge pastorat, Kettinge Sogn

## Andre forhold
Det sammenvoksede byområde fra Frejlev og Nørre Frejlev i øst over Kettinge til henholdsvis Rågelunde og Søby er i udstrækning et af Lollands største landsbyområder. Det er opstået i løbet af 1900-talllet.